# 12769 Kandakurenai
12769 Kandakurenai là một tiểu hành tinh vành đai chính với chu kỳ quỹ đạo là 1240.8547711 ngày (3.40 năm).
Nó được phát hiện ngày 18 tháng 3 năm 1994.